# تکیه بختیاری‌ها (اردل)
تکیه بختیاری‌ها مربوط به دوره قاجار است و در اردل، مرکز شهر واقع شده و این اثر در تاریخ ۱۱ مرداد ۱۳۸۴ با شمارهٔ ثبت ۱۲۴۲۳ به‌عنوان یکی از آثار ملی ایران به ثبت رسیده است.